# Palazzo Petrone

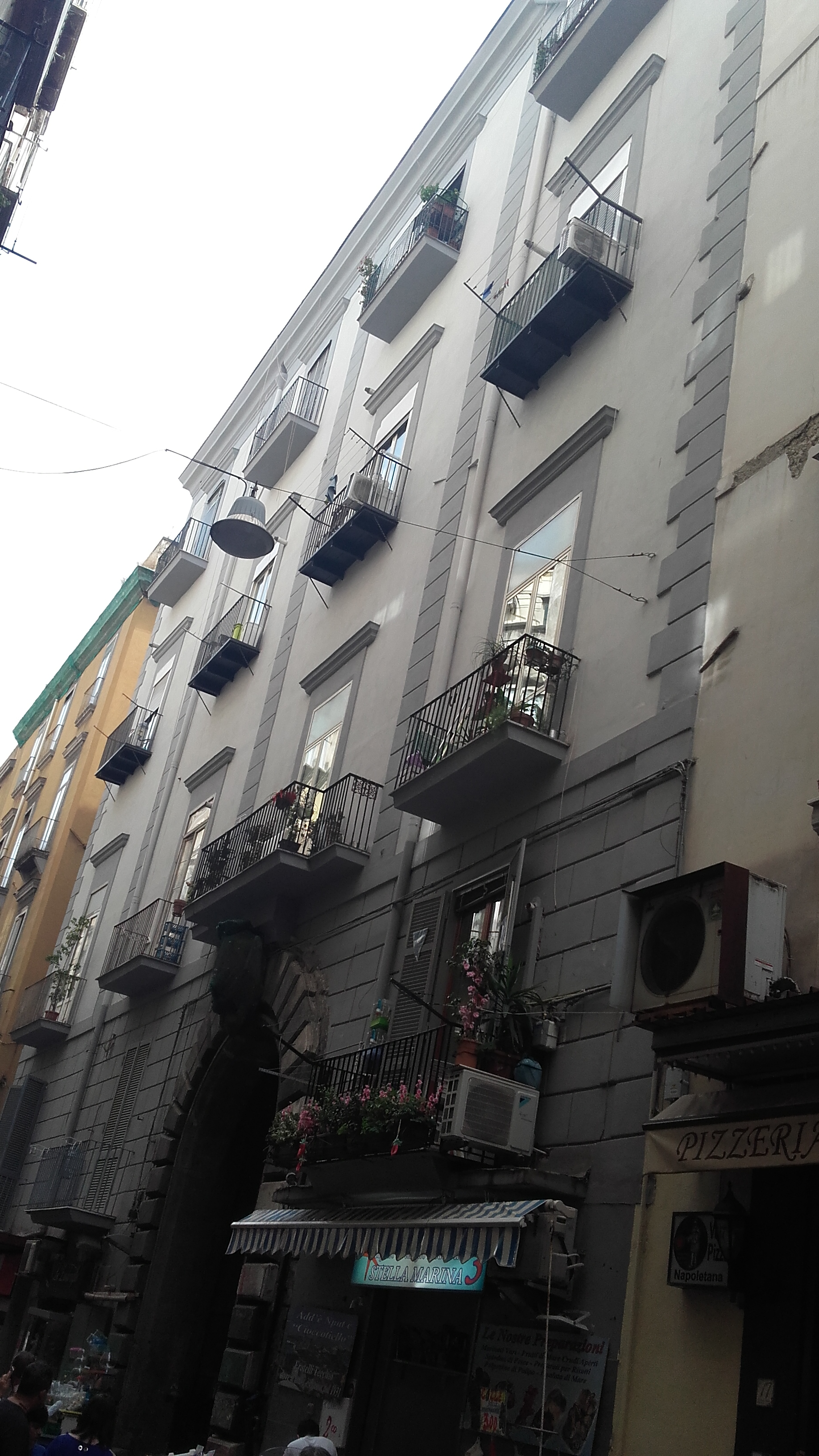
Palazzo Petrone in Neapel: Fassade zur Via Pignasecca.

Der Palazzo Petrone ist ein Palast aus dem 16. Jahrhundert im Viertel Montecalvario in Neapel in der italienischen Region Kampanien. Er liegt in der Via Pignasecca, 15.

## Geschichte und Beschreibung
Über diesen Palast gibt es trotz seines unbestreitbaren historisch-architektonischen Wertes nicht viele Informationen. Man kann aber ohne Weiteres annehmen, dass er im 16. Jahrhundert erbaut wurde, da er in der Ansicht von Lafrery von 1566 bereits zu sehen ist. Höchstwahrscheinlich gehörten der Rundbogen aus Piperno an der Via Pignasecca und die offene Treppe mit drei vorspringenden Arkaden pro Stockwerk auf der linken Hofseite bereits zum ursprünglichen Bau aus dem 16. Jahrhundert. Später, vielleicht im 17. Jahrhundert, wurde an das Eingangsportal ein zweites Band aus Stein- und Marmorquadern im Wechsel angeschlossen. Mitte des 18. Jahrhunderts bestellte der Markgraf ‚‚Luigi Petrone‘‘ (vermutlich nachdem er den Palast gekauft hatte) eine Renovierung (die laut Gaetano Nobile von Mario Gioffredo durchgeführt wurde), von der der Bogen aus Piperno mit in großen Abstand übereinander gesetzten Steinquadern, die von der Eingangshalle in den Innenhof führten, stammen muss. Durch ein Zahlungsdokument aus dem Jahre 1750 wissen wir, dass der obengenannte Markgraf die Maler Crescenzio La Gamba und Lorenzo Zecchetella mit vielfältigen dekorativen Arbeiten und Fresken in den Adelswohnungen beauftragte.
Der Palast wurde noch in den Jahren vor der Einigung Italiens von dieser Familie bewohnt, wie der Almanacco Reale del Regno delle Due Sicilie von 1857 bezeugt.
Heute ist der Palast ein privates Wohnhaus. Die Fassaden und die offene Treppe wurden in den letzten Jahren restauriert, während der Eingang (an dessen Gewölbedecke sich das Fresko eines Wappens befindet, das zu verschwinden droht) und der Innenhof noch auf ihre Restaurierung warten.